# Eilema palliatella
Eilema palliatella is een vlinder uit de familie van de spinneruilen (Erebidae), onderfamilie beervlinders (Arctiinae). De wetenschappelijke naam van de 
soort is voor het eerst geldig gepubliceerd in 1763 door Scopoli.
Deze nachtvlinder komt voor in Europa.